# Kim Min-jong
Kim Min-jong (1 de setembro de 2000) é um judoca sul-coreano. Foi medalhista de prata nos Jogos Olímpicos de Verão de 2024 em Paris.
Ele participou do evento de Equipes Mistas no Campeonato Mundial de Judô de 2018, ganhando uma medalha.
Em 2021, ele competiu no evento masculino +100 kg no Judo World Masters 2021 realizado em Doha, Catar.